# Manoir du Grand-Saint-Quentin
Le manoir du Grand-Saint-Quentin est un édifice situé à Berd'huis, en France.

## Localisation
Le monument est situé dans le département français de l'Orne dans la commune de Berd'huis.

## Historique
L'édifice date du XVIe siècle et est édifié à l'emplacement d'un précédent édifice, une Maison forte datée du XIIe siècle.

## Architecture
L'édifice fait l'objet d'une inscription partielle au titre des Monuments historiques depuis le 27 décembre 1974 : les façades et les toitures font l'objet de l'arrêté.